# Misha Kelenjeridze
Pas d'image ? Cliquez ici

a Compétitions nationales et continentales officielles uniquement.

Dernière mise à jour le 4 juillet 2024.
Misha Kelenjeridze, né le 7 janvier 1988, est un joueur géorgien de rugby à XV qui évolue au poste de pilier.

## Biographie
Misha Kelenjeridze pratique d'abord le rugby à XV en Georgie, entre autres avec les clubs du RC Batoumi, puis du RC Armia.
Alors qu'il s'entraîne en France avec l'effectif du RC Strasbourg,, il est mis à l'essai à l'automne 2018 par l'Aviron bayonnais ; il ne peut néanmoins signer de contrat en cours de saison.
Le club strasbourgeois ayant déposé le bilan en cours de saison, il rejoint l'effectif de l'US Montauban en Pro D2 pour la saison 2019-2020,,. Il joue son premier match professionnel le 12 octobre 2019, entré en cours de jeu lors du déplacement chez le Stade montois.
Non reconduit au terme de la saison 2019-2020 interrompue par la pandémie de Covid-19 en France, Kelenjeridze signe alors un contrat avec l'US Dax et s'apprête à disputer l'édition inaugurale de la nouvelle division Nationale. Il manque néanmoins la première partie de la saison, tout d'abord en raison d'une blessure avant un retour temporaire dans son pays natal pour raisons familiales ; il fait finalement ses débuts en janvier 2021.
Son contrat n'étant pas prolongé au terme de cette saison, il s'engage au RC Antibes, en division Honneur,.
La saison suivante, il rejoint le SA Hagetmau, club de Fédérale 2.
En 2024-2025, il évolue avec le Strasbourg Alsace Rugby en Fédérale 3.